# NGC 318

NGC 318

NGC 318 هي مجرة تتبع كوكبة الحوت. اكتشفها ويليام بارسونز في 19 نوفمبر 1850.

## روابط خارجية
- NGC 318 على موقع ويكي سكاي: DSS2, SDSS, GALEX, IRAS, Hydrogen α, X-Ray, Astrophoto, Sky Map, Articles and images